# Mariä Himmelfahrt (Frauenzell)

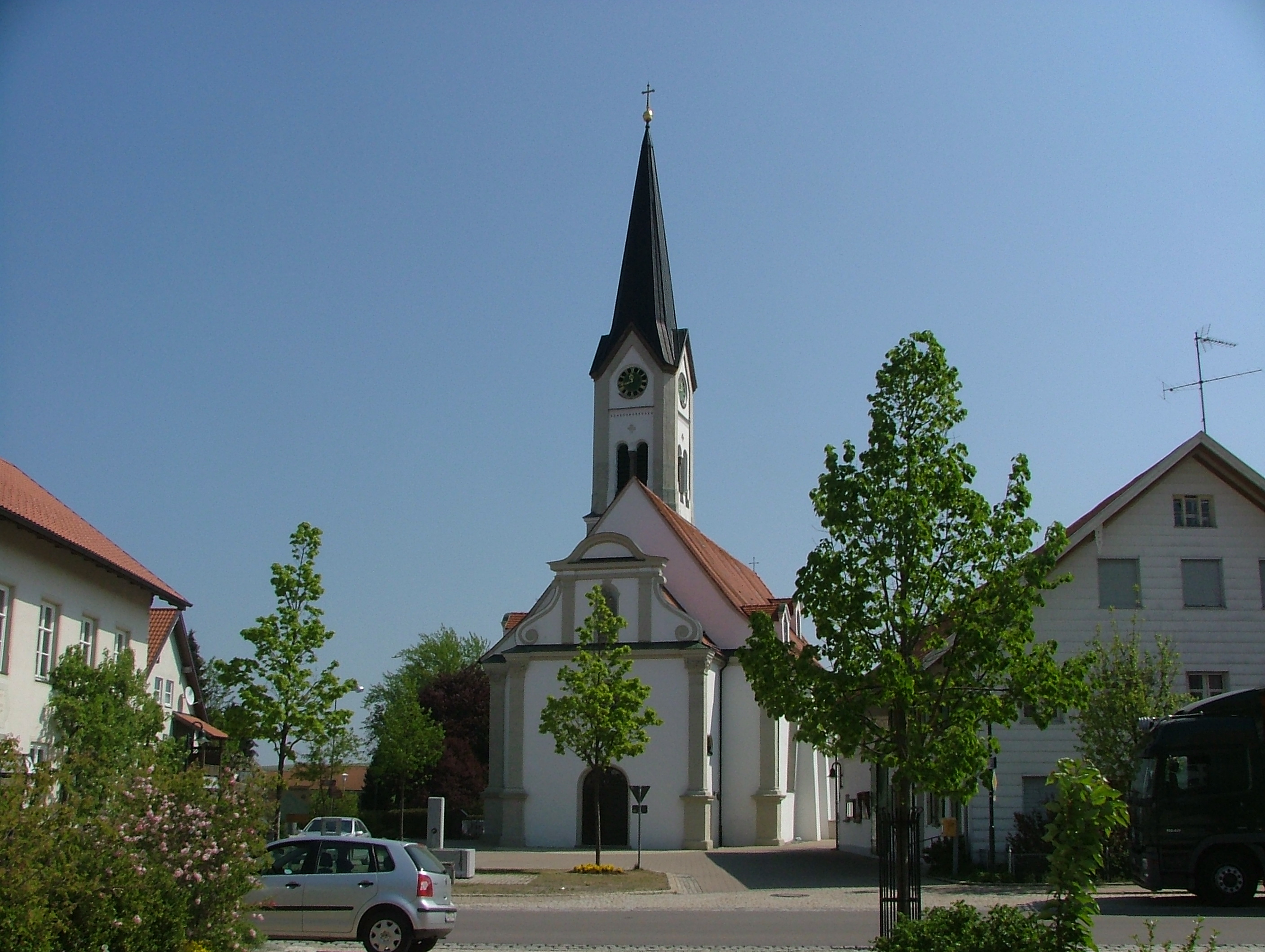
Kirche Mariä Himmelfahrt in Frauenzell

Die katholische Pfarrkirche Mariä Himmelfahrt in Frauenzell, einem Ortsteil der Gemeinde Altusried im bayerischen Landkreis Oberallgäu, wurde in den Jahren 1709/10 errichtet und steht unter Denkmalschutz.

## Geschichte
Eine erste Erwähnung einer Kirche findet sich bereits 860, als ein Priester Hupold seine Kirche in Hupoldszell dem Kloster St. Gallen überträgt. Hupoldszell steht dabei vermutlich für das spätere Mariazell, das seit 1800 den Namen Frauenzell trägt. Bereits seit dem frühen 16. Jahrhundert ist eine Wallfahrt zu Unserer Lieben Frau überliefert. Die Grundsteinlegung für den Neubau erfolgte 1709 durch Abt Alfons Torelli des Klosters St. Georg in Isny. Die Kirche wurde nach Plänen von Frater Christoph Gessinger aus Isny neu errichtet, dabei wurde die Umfassungsmauer des Chores aus dem 15. Jahrhundert der Vorgängerkirche wiederverwendet. Durch den stiftkemptischen Maurermeister Christian Weber aus Kraftisried wurde der Neubau 1710 vollendet. 1855 erfolgte eine Restaurierung der Kirche. Nach einem Brand im Jahr 1874 wurde der Kirchturm erneuert. Eine erneute Restaurierung, sowie ein Umbau der Fassade, erfolgte 1920/1921 nach Plänen von Richard Steidle. In diese Umbauphase fällt auch der Bau des neubarocken Vorzeichens mit Volutengiebel. Der Chor wurde 1955, das Langhaus 1958 renoviert.

## Baubeschreibung

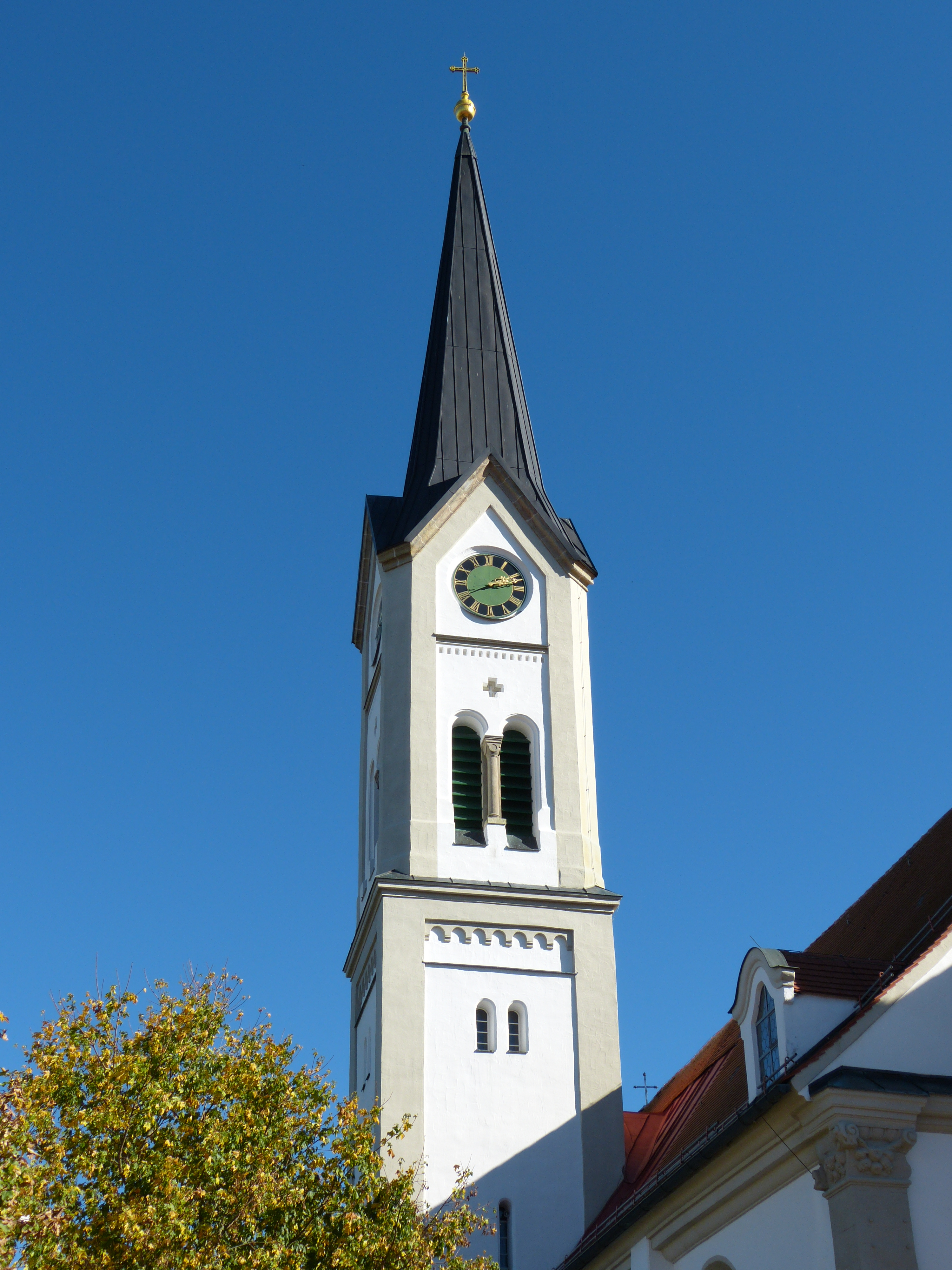
Kirchturm aus nordwestlicher Richtung

Das geostete Kirchengebäude befindet sich mittig in der Osthälfte des Ortes und ist von einem Friedhof umgeben. Das Langhaus besitzt vier Fensterachsen aus rundbogigen Fenstern unter einer gedrückten Stichkappentonne. Die zweistöckige Empore an der Westwand wurde 1921 erneuert. Die Innenwände des Langhauses sind durch korinthische Pilaster gegliedert, im östlichen Teil befinden sich Doppelpilaster. An das Langhaus schließt sich der eingezogene, dreiseitig geschlossene Chor an. Dieser besteht aus zwei Achsen und besitzt eine Stichkappentonne. Den Übergang zwischen Langhaus und Chor bildet der runde Chorbogen über Pilastergesims. Um den Chor umlaufend sind außen abgetreppte Strebepfeiler angebaut. Diese reichen bis zur Höhe der Rundbogenfenster und markieren damit auch die Höhe des spätgotischen Chores. Die überhängenden Seitenwände des Langhauses sind jeweils durch einen Strebepfeiler gestützt. Um das Langhaus läuft ein schweres Kranzgesims. Auf der Südseite des Langhaussatteldaches sind zwei Dachgauben, auf der nördlichen Dachseite ist eine Dachgaube angebracht. Alle drei Dachgauben besitzen eine geschwungene Verdachung. An den Ecken der Westfassade, welche auch den Platz vor der Kirche bestimmt, befinden sich Lisenen aus Sandsteinquadern, deren Kapitelle ionisierend sind und Fruchtgehänge tragen. Das Vorzeichen in der Mitte bildet den Zugang zur Kirche und enthält auch den Aufgang zur Empore, der vom Langhaus aus betreten wird. In einer Nische des Volutengiebels im Vorzeichen befindet sich eine Sandsteinmuttergottes vom Anfang des 18. Jahrhunderts. Das rundbogige Portal im Inneren des Vorzeichens ist von ionisierenden Halbsäulen flankiert, darüber befindet sich ein gekröpftes Gebälk. Der Kirchturm wurde nach dem Brand im nördlichen Chorwinkel wiedererrichtet. Der quadratische Turm ist mit einem Spitzhelm gedeckt. Die Ecken sind abgeschrägt und bilden Dreiecksgiebel auf jeder Seite. Östlich an den Kirchturm schließt sich die Sakristei mit Kreuzgratgewölbe an. Von der Sakristei führt ein stichbogiger, innen geohrter, Durchgang in den Chor. Der Eingang im Norden zur Sakristei ist rundbogig mit darüber befindlichem ovalen Oberlicht. Ein kleines rundbogig geöffnetes Ölberggehäuse schließt sich westlich an den Kirchturm an.

## Ausstattung

### Altäre

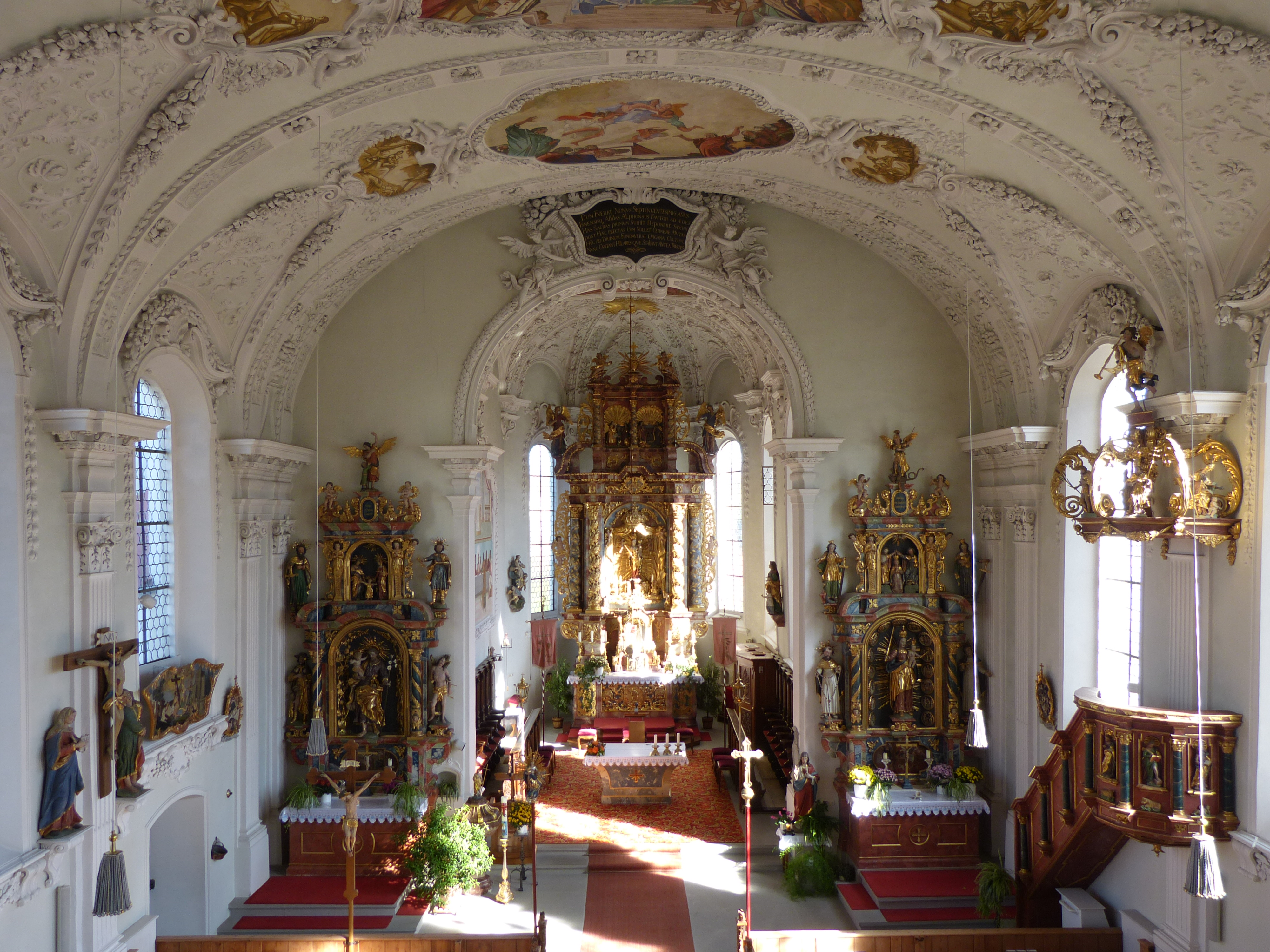
Innenansicht

Um 1710 wurde der Hochaltar geschaffen, dessen Predella ein vergoldetes Schnitzrelief mit einem Medaillon der Immakulata darstellt. Der weitere Aufbau des Hochaltars besteht aus gedrehten Doppelsäulen, von denen die beiden äußeren mit Weinlaub umrankt und die inneren mit Akanthus durchbrochen sind. In der Altarnische befindet sich unter einem Vorhangbaldachin das Gnadenbild aus Frauenzell. Das Gnadenbild besteht aus einer Muttergottes aus der Zeit um 1400 mit einer barocken Krone. Sowohl am Sockel, wie auch im Strahlenkranz, sind Putten und Puttenköpfe angebracht. Der Altarauszug wird durch gedrehte Säulen zweigeteilt und ist mit Putten bekrönt. In den beiden Nischen sind Schnitzgruppen von 1510/1520 aufgestellt. Diese zeigen die Verkündigung und die Geburt Christi. Die beiden flankierenden Engel auf den Giebelstücken stammen aus dem 19. Jahrhundert. Auf dem Hochaltar befindet sich des Weiteren ein Rokoko Tabernakel.
Die beiden Seitenaltäre bestehen aus bunt marmorierten Holzaufbauten. Diese können durch die Weihe des Rosenkranzaltares mit 1663 datiert werden. Die Holzfiguren und Gemälde stammen aus der gleichen Zeit. Der Aufbau besteht aus einer Rundbogennische, welche von gedrehten Säulen flankiert wird. Im Altarauszug befinden sich Engelshermen. Der nördliche Seitenaltar ist dem heiligen Josef gewidmet. Das Gemälde am Sockel stellt die Flucht nach Ägypten dar. In der Nische befindet sich eine Figur des heiligen Josef, seitlich davon Figuren der heiligen Rochus und Sebastian. Im Altarauszug ist die Heilige Familie dargestellt, die von Figuren der Apostel Petrus und Paulus flankiert wird. Darüber befinden sich eine Schutzengelgruppe und zwei Putten. Der südliche Seitenaltar ist der Altar der 1663 gegründeten Rosenkranzbruderschaft. Eine Rosenkranzmadonna und Arme Seelen sind auf dem Gemälde im Sockel zu sehen. In der Rundbogennische ist eine Muttergottes und seitlich daneben Figuren des heiligen Dominikus und der heiligen Katharina von Siena. Die Krönung Mariens ist im Altarauszug dargestellt, welcher seitlich die Figuren der heiligen Katharina und Barbara beigestellt sind. Bekrönt wird der südliche Seitenaltar mit einer Figur des Erzengels Michael.

### Kanzel

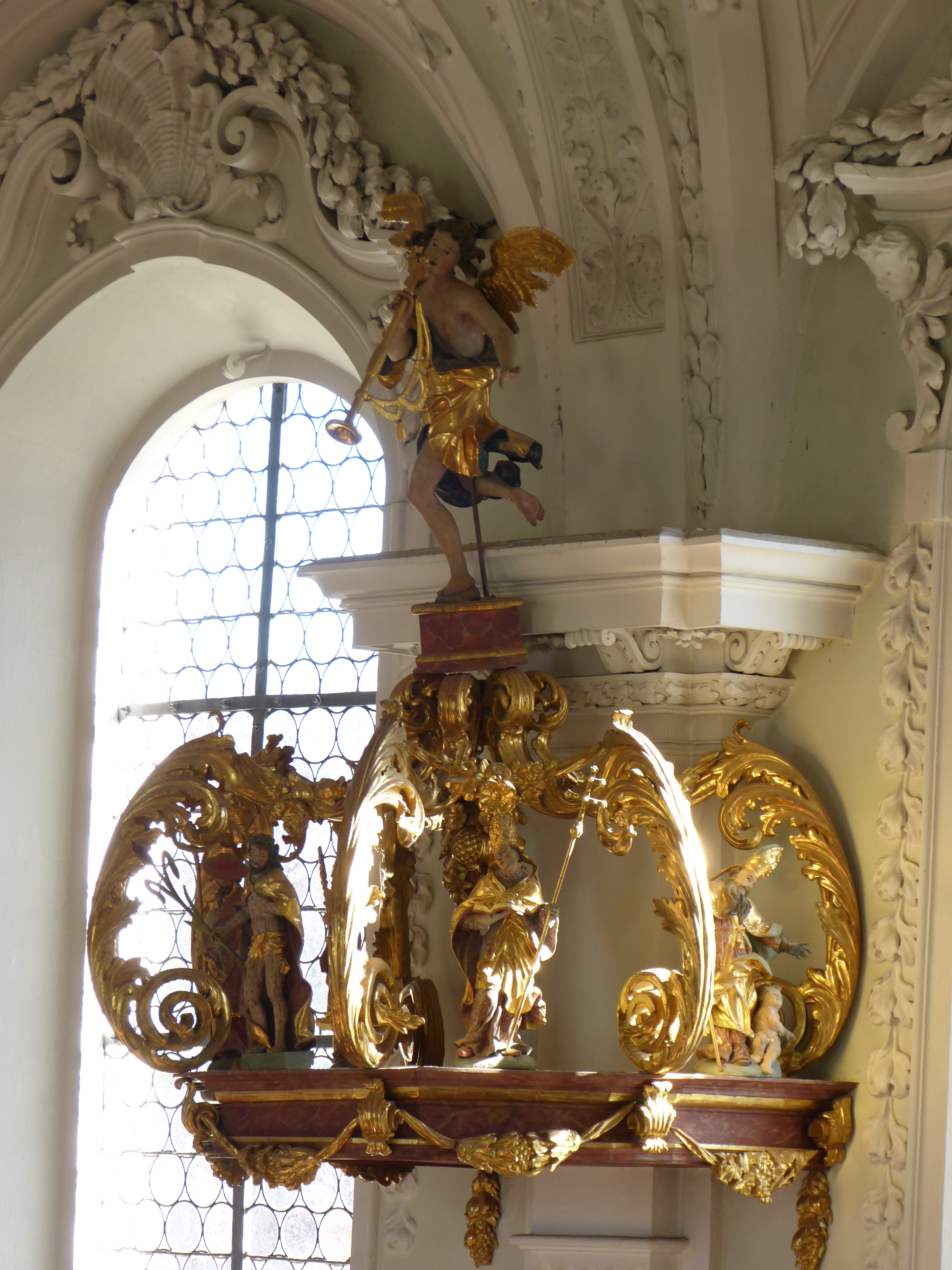
Schalldeckel der Kanzel

Die marmorierte Kanzel wurde um 1700 gefertigt. Der polygonale Kanzelkorb besitzt Nischen mit dazwischenliegenden Säulchen. In den Nischen sind Figuren der vier Evangelisten mit ihren Symbolen angebracht. Der Schalldeckel wird von einem Posaunenengel auf Akanthusvoluten bekrönt. Darunter befinden sich ein Schmerzensmann und vier Kirchenväter. An der Schaffung der Kanzel und der sonstigen Kircheneinrichtung ist eine Mitarbeit des 1683 in Mariazell geborenen Bildhauers Franz Martin möglich.

### Taufstein
Der Taufstein besteht aus Rotmarmor und ist achteckig. Auf dem klassizistischen Deckel befindet sich eine Schnitzfigur des Johannes des Täufers.

### Deckenfresko
Um 1710 wurde das Deckenfresko im Chor geschaffen. Das östliche Fresko stellt den Tod Marias, das westliche den Tod des heiligen Josef dar. Die Fresken im Langhaus und an der Nordwand des Chores stammen von 1931 und wurden von Joseph Hengge geschaffen.

### Gestühl

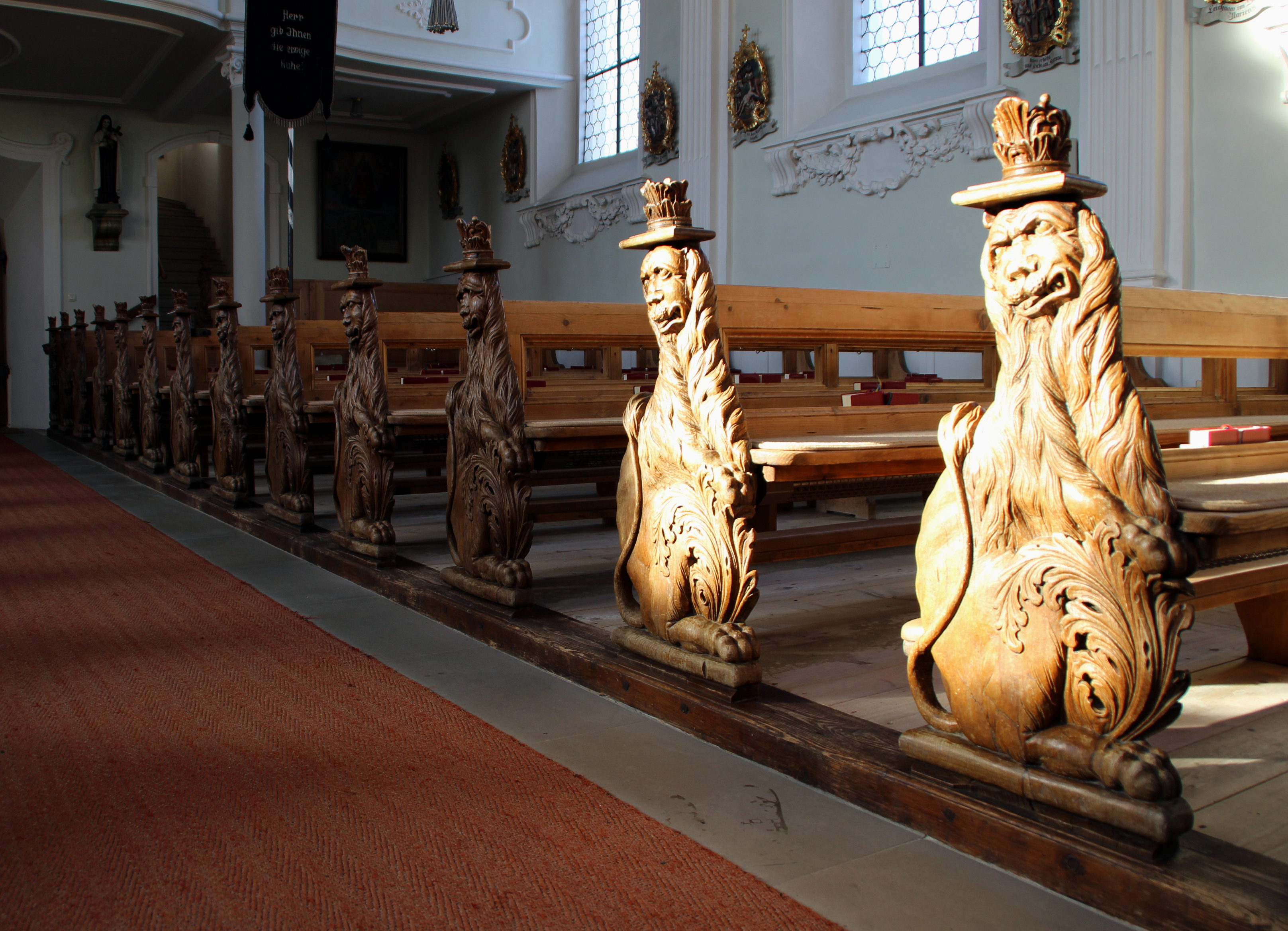
Wangen des Gestühls in Löwengestalt

Das um 1710 gefertigte Chorgestühl besteht aus zwei Bänken mit geschwungenen Wangen und ist sechsteilig mit ionischen und korinthischen Säulchen. An der Rückwand sind Blumenvasen und an der Brüstung Akanthusranken angebracht. Die geschnitzten Stuhlwangen im Langhaus von 1710 sind einzigartig in der Form sitzender Löwen. Lediglich das östliche und westliche Wangenpaar besitzen ein Akanthusrelief.

### Grabplatten
In der Kirche befinden sich mehrere Sandsteingrabplatten. So ist an der Chorwand eine Grabplatte für Thomas Huoter († 1617) eingesetzt. Das Relief zeigt einen Pfarrer vor einem Kruzifix, dessen Balken mit 1605 C.H.B. bezeichnet ist. Über dem Turmeingang im Chor ist eine Grabplatte für Andreas Wieser († 1724) angebracht. Die von Engelsköpfen und Fruchtgehängen gerahmte Platte stellt einen Pfarrer vor der Muttergottes mit einer ursprünglichen Darstellung der Kirche dar. Für den Pfarrer Josef Anton Johler († 1776) ist nördlich am Chorbogen eine Rocaillekartusche angebracht. Zwei klassizistische Platten sind des Weiteren an der nördlichen Außenwand des Langhauses vorhanden, eine von 1806, die andere für den Pfarrer Alois Zeller († 1828).

### Sonstige Ausstattung
An der nördlichen Langhauswand ist ein Kruzifix mit den Figuren von Maria und Johannes aufgestellt. Die neun Armen-Seelen-Büsten unterhalb des Ölberges stammen aus dem späten 18. Jahrhundert. Der bäuerliche Christus an der Geißelsäule im Vorzeichen ist aus dem 18. Jahrhundert. Von 1730 stammt das Gnadenbild der Muttergottes an der Westwand. Es zeigt die brennende Ortschaft Mariazell sowie die Ansichten der Kirchen in Frauenzell und Muthmannshofen.

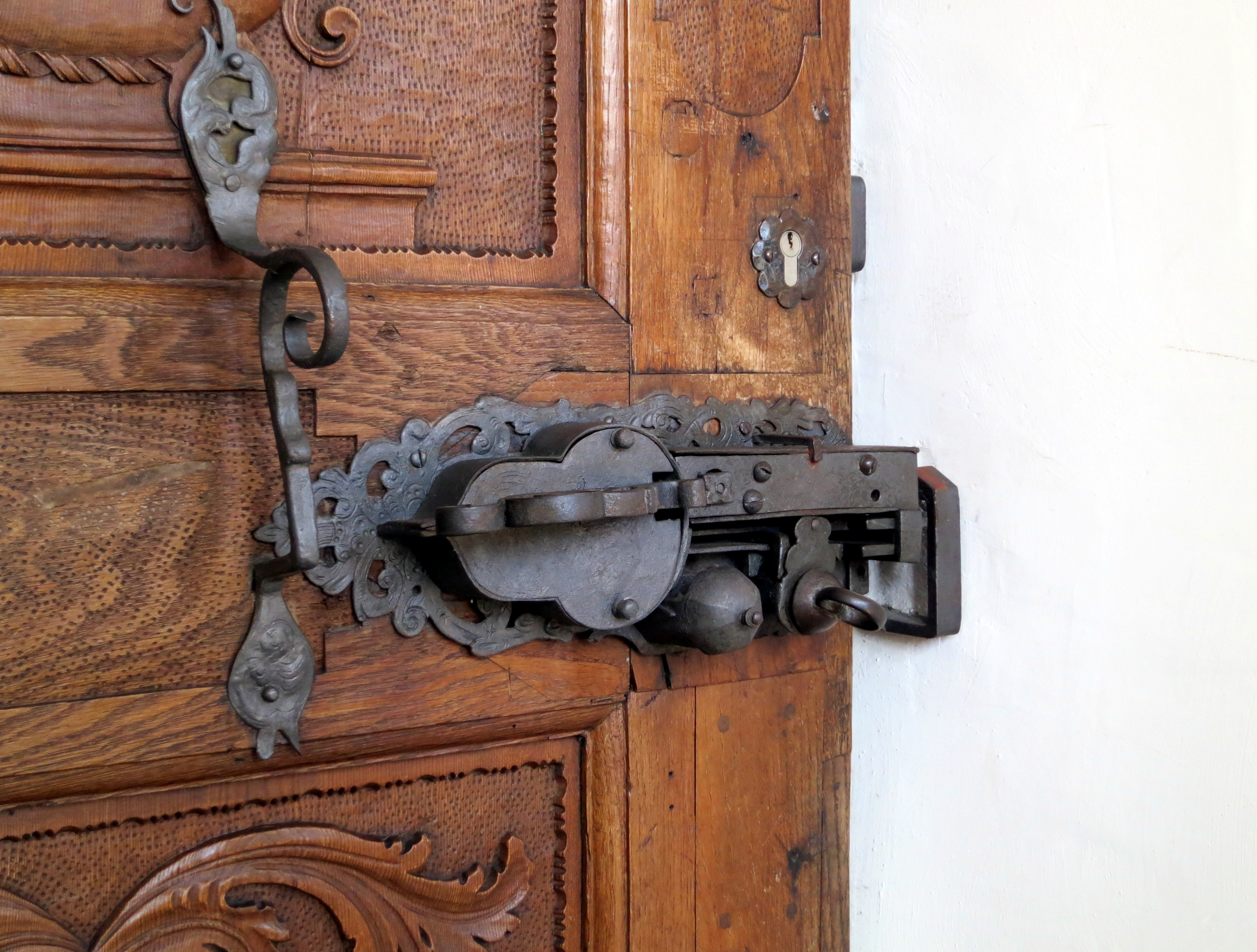
Türe Detail – Schlösser
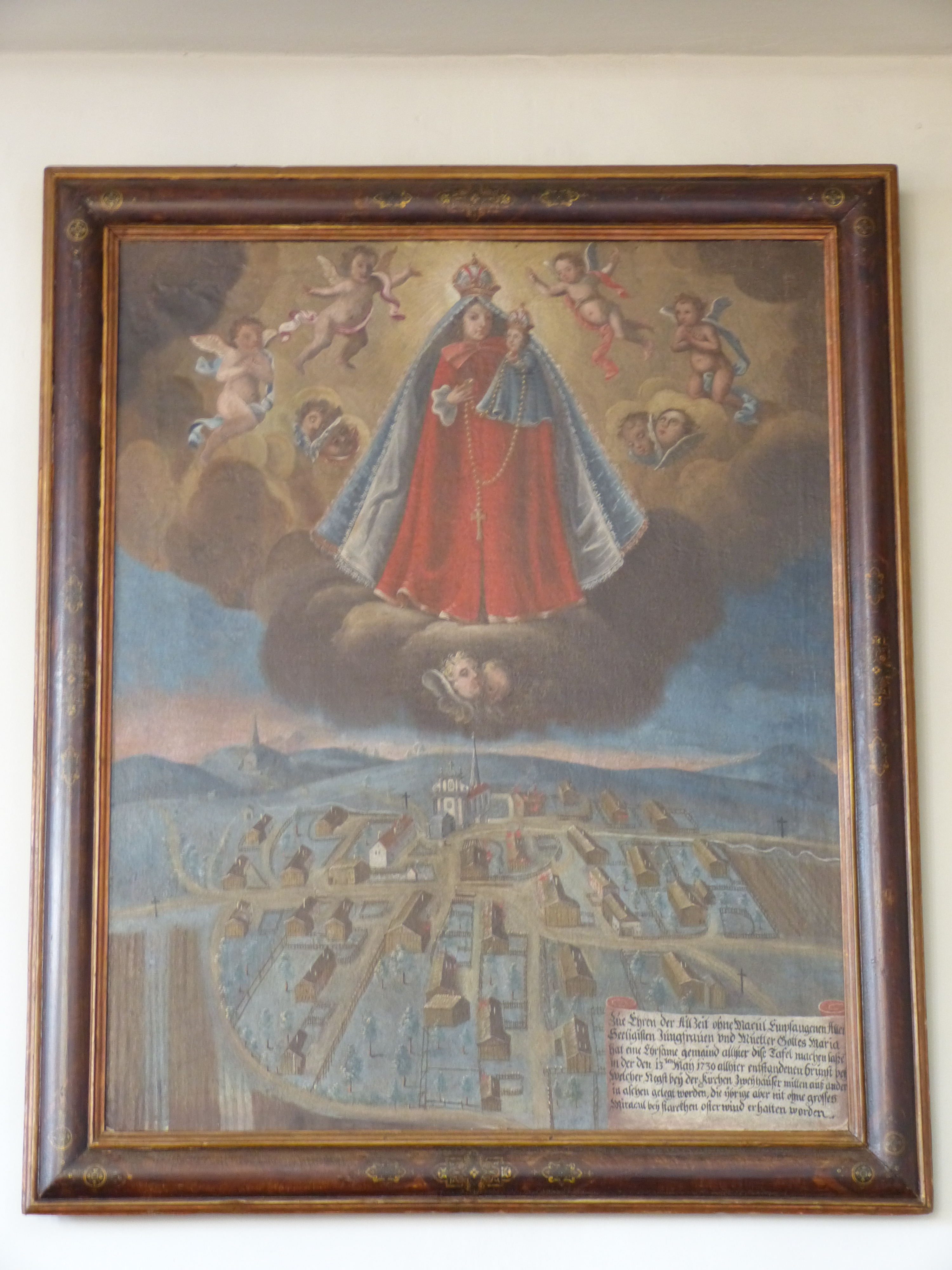
Gnadenbild von 1730
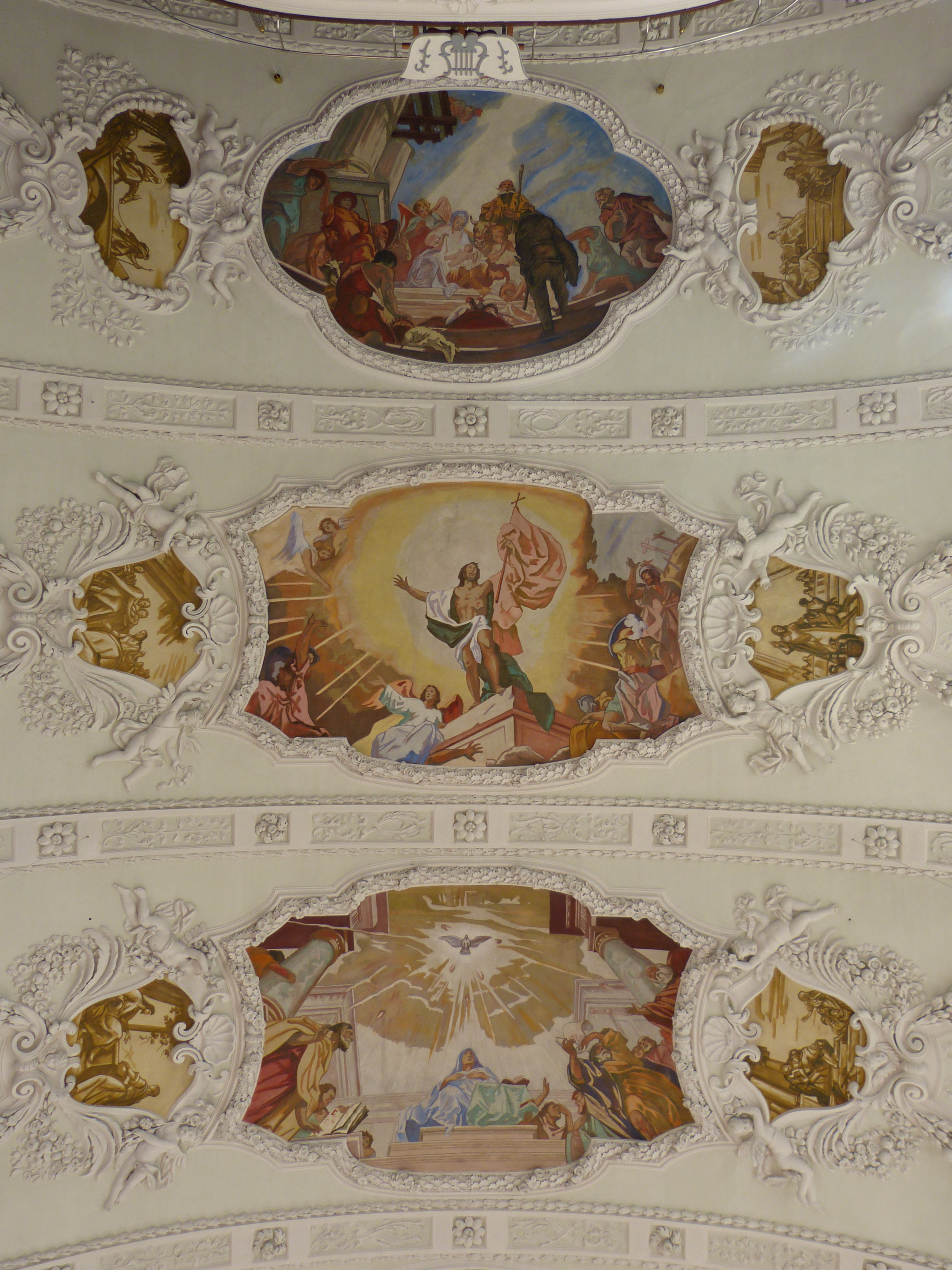
Deckenfresko im Langhaus